# 钻石与水悖论
钻石与水悖论是指如下悖论：水非常有用，但在市场上价格很低；钻石幾乎没什么用，但在市场上价格很高。该悖论也称作价值悖论，曾被许多重要的思想家在著作中讨论，包括柏拉图的《欧绪德谟篇》、伽利略的《关于托勒密和哥白尼两大世界体系的对话》、亚当·斯密的著作《国富论》等。此一理論在台灣教科書中常被稱作「鑽石與水的矛盾」，即是中國俗諺中的：物以稀为贵。

## 悖论
亚当·斯密在《国富论》中指出：
没什么东西比水更有用；能用它交换的货物却非常有限；很少的东西就可以换到水。相反，钻石没有什么用处，但可以用它换来大量的货品。
众所周知，钻石对于人类维持生存没有任何价值（使用价值），然而其市场价值（价格）非常高。相反，水是人类生存的必需品，其市场价值（交换价值）却非常低。这种强烈的反差就构成了这个悖论。為什麼會有這樣的現象呢？若不考慮市場上的其他因素，沙漠地區的水比鑽石貴，或者是需求面的因素。就供給面來說，水的數量非常大，且幾乎隨處可見（如果不考慮荒漠乾旱地區，地球上幾乎處處都有水，包含大氣層中的水氣）；而鑽石呢，是蘊藏在地表底下，且必須經過時間與適當的條件產生（如果不考慮人工鑽石而單純考慮自然鑽石），供給非常的少，因此水供給大，而鑽石供給少，故會產生這樣的現象。

## 劳动价值论
亚当·斯密通过阐明价值有两种不同的意思来解释这个悖论：
|  | 应当注意，价值一词有两个不同的意义。它有时表示特定物品的效用，有时又表示由于占有某物而取得的对他种货物的购买力。前者可叫做使用价值，后者可叫做交换价值。使用价值很大的东西，往往具有极小的交换价值，甚或没有；反之，交换价值很大的东西，往往具有极小的使用价值，甚或没有。例如，水的用途最大，但我们不能以水购买任何物品，也不会拿任何物品与水交换。反之，钻石虽几乎无使用价值可言，但须有大量其他货物才能与之交换。 |

此外，他又解释了交换价值由劳动决定：
|  | 任何一个物品的真实价格，即要取得这物品实际上所付出的代价，乃是获得它的辛苦和麻烦。 |

因此，斯密否定了价格和效用之间的必然联系。价格在本观点中，並不是从消费者的角度，而是和生产要素（即劳动）相关。边际主义的支持者们认为这种说法自相矛盾。

## 邊際主義
在西元1871年後歐陸和英國的幾位新古典經濟學創立者們破除了這個迷思，最有力的理論是奧地利經濟學「邊際主義」思想。最早是1871年的卡爾·門格爾，其著作《經濟學原理》（或稱《國民經濟學原理》）之理論是從主觀主義、方法論的個人主義去對於物品的邊際上之效益和需求去看，更是最早在經濟學上提出「邊際主義經濟學」的人物。他是從消費者在每一單位新增商品或服務中得到的效用（滿意度或收益）來論述。這個概念是從19世紀的經濟學家們解決價格的基本經濟意義發展而來，最後是由門格爾一起開創了奧地利學派的弗里德里希·馮·維塞爾定義了這個術語。
而艾爾弗雷德·馬歇爾在1890年的著作《經濟學原理》中則是提出「一般均衡理論」經濟學（今日主流的新古典經濟學和凱因斯學派經濟學的始祖）。他介紹了約和門格爾同時代共同發展出邊際分析的英國數理經濟學家威廉姆·斯坦利·杰文斯（約1871年）和1872年在瑞士也發現了邊際理論的法國經濟學者瓦爾拉斯（開創洛桑學派）的學說。這兩派各自發展出來的邊際學說都是使用數學公式來表達，但他們也是從「邊際」的概念來解答過去古典經濟學的勞動價值論和真實世界中的價格情形的迷思。一般均衡學說來自於19世紀前半的法國的數學家、數理經濟學家古諾的供給和需求模型與瓦爾拉斯定律。
亞當斯密以來的一個難題，困擾了古典經濟學家約一個世紀，正是在於古典經濟學者曾嘗試去尋找各種客觀且不變的單位去衡量財貨的價值。他們視「人不能缺水而生活」的生命現象為客觀的敘述，並加以擴大去解釋與生命和生活相關事務或財貨的價值，而忽略了威脅到生存的情境只是生活中的一項極端又極不易發生的情況。由於個人的再需要程度決定於已消費了的財貨數量，已消費的數量越多，個人再需要的程度就越低。因此，當經濟學家以邊際效用去解釋再需要程度的大小後，水與鑽石的矛盾便被化解了。

## 資料來源
1. ↑  Sandelin, Bo; Trautwein, Hans-Michael; Wundrak, Richard. . Milton Park: Routledge. 2014: 23–24. ISBN 9781138780194.
2. ↑  斯密, 亚当. . . 1776  [10-07-2013]. （原始内容存档于2008-01-28）.
3. ↑  斯密, 亚当. . . 1776  [10-07-2013]. （原始内容存档于2008-01-28）.
4. ↑  Dhamee, Yousuf(1996?), 亚当·斯密与劳动分工 （页面存档备份，存于） accessed 09/08/06
5. ↑  經濟學原理，干學平、黃春興，台灣台北，2007年版。